# Ereklye

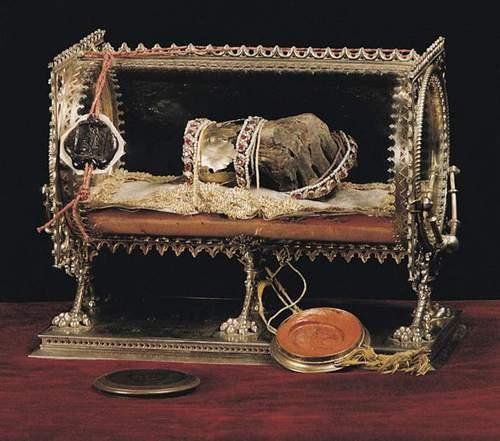
A Szent Jobb

Az ereklye latin eredetű szó (reliquia – hátrahagyott dolgok, maradvány), eredetileg fontos történelmi eseményekkel, egyes személyekkel (főleg szentekkel) valamilyen kapcsolatban lévő földi maradványokat, tárgyakat jelent. Ilyen például egy hajfürt is lehet.
Átvitt értelemben mások által nagy tiszteletben álló, valamely eszmét megtestesítő tárgyakat is értünk e fogalom alatt (pl.: Kossuth-bankó Jókai idejében). Ilyen értelemben a magyar államiság nemzeti ereklyéje a Szent Korona. 

## A Pallas nagy lexikonaszerint
Ereklye szorosabb értelemben a szentek teste, testrészei, csontjai; tágabb értelemben mindazon tárgyak, melyekkel a szentek bizonyos viszonyban voltak (ruháik, a kínzóeszközök stb.).

### Ereklyetisztelet
Az ereklyetiszteletnek két forrása van: az egyik általánosan emberi, amely úgyszólván minden népnél feltalálható, melynél fogva elhunyt jeleseink, szeretteink maradványait és hagyatékát tisztelettel és kegyelettel környezzük.
Az ereklyetisztelet másik forrása speciális keresztény eszme, azon hit, hogy a szentek Isten boldogságában vannak, a mi cselekedeteinkről és így irántuk való kegyeletünkről tudomást vesznek, értünk Istennél közbenjárók lehetnek, rajtunk segíthetnek. És így az ereklyetisztelet általános emberi szempontból tekintve, egészen természetes (Deák-, Kossuth-, szabadságharc-ereklyék), vallási szempontból tekintve teljesen jogos és üdvös, mert éppen az emeli föl az ereklyetiszteletet azon magaslatra, amelytől a bálványkultusznak még árnyéka is távol van. A vallásos ereklyetisztelet magánál az ereklyénél nem áll meg; az ereklyetisztelet által (relatív tisztelet) a hívő mindig magát a szentet tiszteli, akit Isten trónjánál hisz, s akivel hite szerint belső lelki összeköttetésben van (a szentek egyessége által). Ezért mondotta ki dogma gyanánt a tridenti zsinat (Sess. XXV. De invoc. et ven. sanctorum), hogy a szentek ereklyéinek tisztelete helyes és üdvös dolog. Az ereklyetiszteletet joggal mondhatjuk egykorúnak a kereszténységgel. A katakombák síremlékei, a vértanúk holtteteme fölött emelt oltárok bizonyítják, hogy már a kereszténység első századaiban vallásos kultusz tárgyát képezték a szentek ereklyéi.
Az ereklyetisztelet történeti fejlődésében a következő mozzanatok érdemelnek figyelmet. A keresztények kegyelete legelőször arra irányult, hogy a vértanúk összes testrészét egy sírba helyezzék. A keleti egyházban már a 4. században szokásba jött az egyes csontokat, levágott tagokat, az edénybe gyűjtött vért külön ereklyetartókba tenni, a templomokban külön is elhelyezni, sőt egyes személyeknek is adományozni. A nyugati egyházban e szokás a 6. század végéig szigorúan tiltva volt, a templomokban az oltárok alatt a szenteknek egész, csonkítatlan teteme nyugodott; egyes személyek pedig csak a szentek sírjáról vittek magukkal egy-egy követ, a szentek koporsójához vagy teteméhez érintett tárgyakat. Lassanként a nyugati egyházban is szokássá vált a szentek csontjainak szétszedése, hogy így a folyton szaporodó templomok ereklyéket kapjanak. Mert ősrégi szokás szerint oltárt csak vértanúk (az 5. század elejétől kezdve egyéb szentek) teteme fölött emeltek. Ma is egyházi szabály, hogy minden oltárban legalább két szentnek (akik közül az egyik vértanú) ereklyéje legyen elhelyezve. Amint megkezdődött a szentek csontjainak szétszedése, kezdetét vette azok egyes személyeknek adományozása is. Hogy ily módon könnyen visszaélések is keletkezhettek, egész természetes. Az egyház ezek megakadályozása végett különböző óvintézkedéseket tett. Az 1215-ben tartott negyedik lateráni zsinat határozata szerint „a pápa engedélye nélkül új ereklyék nyilvános tisztelet tárgyaivá nem tehetők. A tridenti zsinat határozata szerint az egyes egyházmegyékben a megyés püspök engedélye nélkül semelyik ereklye sem lehet nyilvános tisztelet tárgya. Rómában 1689-ben egy külön kongregáció alapíttatott (S. Congregatio Indulgentiarum et S. Reliquiarum), melynek egyik főfeladata az ereklyék hitelességét megállapítani s az egész világ templomai számára ereklyéket szétküldeni. Kiközösítés büntetés terhe alatt tiltva van a római katakombákból engedély nélkül bármily csekély ereklye elvitele.”

## Relikviák
Azonban nem minden ereklye bír vallásos konnotációval – az elsősorban kulturális-történelmi vonatkozású (emlék)tárgyakat relikviának nevezzük. Legfőbb jellemzőjük, hogy (dokumentáltan) valamely neves történelmi, irodalmi, személyiséghez, művészhez, államférfihoz stb. kapcsolhatóak (pl. Liszt Ferenc zongorája), de lehetnek teljesen hétköznapi, használati tárgyak is, nem feltétlenül műtárgyak (pl. Lázár Ervin író nyakkendőgyűjteménye, amit éveken át gyűjtögetett barátaitól, lenyisszantva-felszögelve a ruházati kiegészítő kisebb-nagyobb darabjait). Ritkább esetben testületek, szervezetek fennmaradt tárgyi emlékei is lehetnek relikviák (pl. egy katonai alakulat zászlaja). További fontos jellemzőjük a nyilvánosság előtti szereplés: gyakran állandó közérdeklődés közepette, kiállításokban, publikációkban, médiában stb. "élik életüket". Egy raktárból soha elő nem kerülő, be nem mutatott emléktárgy, ha mégoly fontos vagy esztétikailag kiemelkedő kvalitású, ritkán tölti be a relikvia szerepét (bár gyakran a közönség előli elzárást éppenséggel állományvédelmi szempontok indokolják). E vonatkozásukban jobbára múzeumokhoz, közgyűjteményekhez kötődnek, de lehetnek magántulajdonban is. 
Mivel a relikviák gyakran hétköznapi tárgyak, őrzik az egykori tulajdonosok használatából eredő változásokat, kopásokat, akár átalakításokat is – gyakran leginkább ennek révén árulkodnak arról, hogy megbecsülték őket. Pl. az írók gyakran és sok könyvet kapak ajándékba, teljesen érdektelen, jellegtelen, "kommersz" köteteket is, amikhez a szerző és/vagy ajándékozó-dedikáló révén különösebben nem kötődtek, kívül esett érdeklődési körükön (vagy épp már megvolt a házikönyvtárukban). Éppen ezért kiváló állapotban maradtak meg – mert nem forgatták őket. Ezzel szemben egy rongyosra olvasott, agyonjegyzetelt, aláhúzásokkal tarkított, szamárfüles könyv kopottságában-sérültségében jelzi, hogy tulajdonosa foglalkozott vele, fontos volt számára. Éppen ezért utóbbi tekinthető relikviának, míg a "megkímélt állapotú" – nem.  

## Jézus ereklyéi
És ímé, egy asszony, a ki tizenkét év óta vérfolyásban szenved vala, hozzájárulván hátulról, illeté az ő ruhájának szegélyét. Mert ezt mondja vala magában: Ha csak ruháját illetem is, meggyógyulok. Jézus pedig megfordulván és reá tekintvén, monda: Bízzál leányom; a te hited megtartott téged. És meggyógyult az asszony abban az órában.

Számos olyan ereklye van, amelyet Jézussal kapcsolnak össze. Ezek közül a leghíresebbek talán a torinói lepel, amelyet a benne hívők a Jézus testét borító halotti lepelnek tartanak, és a Szent Grál, egy serleg, amit Jézus keresztre feszítésekor vérének felfogására használtak. Az ismertebb ereklyék:
- A Szent Kereszt darabjai és egy ortodox kolostorban őrzött Vádcímtábla (titulus crucis) az INRI felirattal
- A Keresztrefeszítés Köve, mely 1804-ben, Konstantinápolyba  való szállítása során a tengerbe veszett.
- A Lombardiai Öntöttvas Korona és Konstantín Zablája melyeket a keresztre feszítéshez használt szögekből készítettek
- A Szent fityma,[4] Jézus körülmetélésekor levágott előbőr (január 1. – az Úr körülmetélésének az ünnepe)
- A Végzet Dárdája, amivel Jézus oldalát szúrta át a római katona Jn 19,34 szerint
- A Tövis Korona melyet a gúnyolódó katonák helyeztek Jézus fejére keresztre feszítése előtt
- A Szent Kehely,[forrás?] melyet Jézus az utolsó vacsorán használt
- A Veronika Kendője, mellyel Jézus homlokát törölte le, mikor Jézus a keresztet vitte
- Jézus Varratmentes Palástja, amit a trieri Szent Péter-dómban tartanak[5]
- Jézus Levelei, melyekben udvariasan elutasította Edessza királyának, Abgárnak a meghívását
- A Nem Kézzel Készült Ikon, amit Jézus Edessza királyának, Abgárnak küldött leprásságának gyógyítására
- A Szent Köldökzsinór, Szent Könnyek, Szent Tejfog.

Jézus csontjai hiányoznak az állítólagos ereklyék sorából, mivel a Biblia szerint Jézus testben támadt fel és negyven nappal később testileg emeltetett fel a mennyekbe.
Mindig sokan kételkedtek az ereklyék valódiságában. Erasmus például ironikusan megjegyezte, hogy ha az Igaz Kereszt szilánkjait összegyűjtenénk, akkor láthatnánk, hogy Jézus keresztfája tulajdonképpen egy egész erdőség volt.
2002-ben napvilágra került egy csontokat tartalmazó urna, a következő felirattal: „Ya`aqov bar Yosef akhui Yeshua`”, azaz „Jószef fia Jakab, Jézus testvére”. Az urna az Izraeli Régiségi Hivatal által 2003. június 18-án kiadott okmány szerint egy jól sikerült hamisítvány. Oded Golant vádolták a hamisítással. Az ügy még nincs lezárva.

## Szent tolvajlás
A középkorban nagy kincs volt a templomok számára egy-egy szent ereklyéje. Emiatt előfordult, hogy akár más templomokból eltulajdonítva szerezték meg. A szent tolvajlás (latinul: furta sacra) az ereklyekereskedőknek is jó pénzt hozott, ezért előfordult, hogy ugyanazt az ereklyét több papnak is eladta.